# Furry Vengeance
Furry Vengeance (titulada en castellano En pata de guerra en España, Peluda venganza en México y Locuras en el bosque en Argentina) es una comedia protagonizada por Brendan Fraser. Dirigida por Roger Kumble. Estrenada el 30 de abril de 2010 en Estados Unidos y el 25 de junio del mismo año en España.

## Reparto
- Brendan Fraser (Dan Sanders)
- Brooke Shields (Tammy Sanders)
- Matt Prokop (Tyler Sanders)
- Ken Jeong (Neal Lyman)
- Skyler Samuels (Amber)

## Recepción crítica y comercial
Según la página de Internet Rotten Tomatoes recibió un 7% de comentarios positivos, llegando a la siguiente conclusión: «Con una premisa estúpida estirada hasta la saciedad, Furry Vengeance somete a Brendan Fraser (y a la audiencia) a 92 minutos de maltrato.» A destacar el comentario de la crítico cinematográfico Claudia Puig:

«Posiblemente la peor película del año.»
Claudia Puig, critico de cine.

Según la página de Internet Metacritic obtuvo críticas negativas, con un 25%, basado en 22 comentarios de los cuales solo uno es positivo. Recaudó en Estados Unidos 17 millones de dólares. Sumando las recaudaciones internacionales la cifra asciende a 36 millones. El presupuesto fue de 35 millones.

## Localizaciones
Furry Vengeance se rodó íntegramente en diversas poblaciones del estado de Massachusetts, destacando la ciudad de Boston.